# Långtjärnen (Enångers socken, Hälsingland)
Långtjärnen är en sjö i Hudiksvalls kommun i Hälsingland och ingår i Norralaåns huvudavrinningsområde. Sjön har en area på 0,0625 kvadratkilometer och ligger 294,5 meter över havet. Sjön avvattnas av vattendraget Norralaån (Trönöån).

## Delavrinningsområde
Långtjärnen ingår i det delavrinningsområde (682080-154287) som SMHI kallar för Ovan 681925-154475. Medelhöjden är 297 meter över havet och ytan är 3,97 kvadratkilometer. Det finns inga avrinningsområden uppströms utan avrinningsområdet är högsta punkten. Avrinningsområdets utflöde Norralaån (Trönöån) mynnar i havet. Avrinningsområdet består mestadels av skog (93 procent). Avrinningsområdet har 0,12 kvadratkilometer vattenytor vilket ger det en sjöprocent på 3,1 procent.